# Bronchoconstrictie
Bij bronchoconstrictie vernauwen de luchtwegen zich, doordat ze door gladde spieren dicht worden gedrukt. Er komt zo minder zuurstof in de longen terecht. Bronchoconstrictie vindt onder normale omstandigheden plaats in rust, omdat het lichaam dan relatief gezien minder zuurstof nodig heeft. Bronchoconstrictie is ook een van de mechanismen die de oorzaak zijn van benauwdheid bij een astma-aanval. De bronchoconstrictie in engere zin is een gevolg van samentrekken van luchtwegvernauwende spieren; vaak treedt er echter ook zwelling van het slijmvlies op door oedeem en ontsteking.

## Mechanisme
Bronchoconstrictie wordt in rust veroorzaakt door het parasympathisch zenuwstelsel, waarvan de nervus vagus acetylcholine uitscheidt, dat bindt aan muscarinereceptoren op gladde spiercellen rond de luchtwegen. In reactie daarop, trekken deze spieren samen en vernauwen zij hiermee de luchtwegen. Als bij inspanning de zuurstofbehoefte van de spieren toeneemt, krijgt het orthosympathisch zenuwstelsel de overhand en vindt er bronchodilatatie plaats.

## Allergische reactie
Bij een allergische reactie wordt een (soms sterke) bronchoconstrictie veroorzaakt door vrijgekomen histamine en leukotrienen uit mestcellen, die de nervus vagus prikkelen. Door grote hoeveelheden (koude) lucht in te ademen, drogen de luchtwegen uit en wordt de nervus vagus ook geprikkeld, dat noemen we inspanningsastma. Deze niet-fysiologische bronchoconstricties kunnen worden opgeheven met bronchodilaterende medicijnen.